# Янко, Николай Тимофеевич
Николай Тимофеевич Янко (18 мая 1912, Сахновщина Полтавская губерния, ныне Харьковская область — 14 мая 2011, Дружковка, Донецкая область) — украинский географ, педагог, краевед, лексикограф. Действительный член Географического общества Украины. Кандидат педагогических наук. Почётный гражданин Дружковки (1998).

## Биография
Родился в семье портного. В десять лет остался сиротой, жил с неродной матерью, был пастухом.
Учился в семилетней школе. Окончив обучение в школе на «отлично», в 1929 году поступил в Красноградский педагогический техникум, который окончил досрочно в 1931 году. Тогда же (в возрасте 19 лет) его назначают заведующим (директором) четырёхлетней начальной школы в селе Дружковка (ныне Алексеево-Дружковка) Донецкой области.
В 1932 году его стараниями школа становится семилетней. В 1940 году за год с отличием окончил двухлетний Артёмовский учительский институт.
Во времена Великой Отечественной войны продолжал преподавать в школе и работал с советской партизанкой, помогая спасать военнопленных, находившихся в лагере Алексеево-Дружковки. После войны — учитель географии Алексеево-Дружковской средней школы.
Уча, учился — окончил Луганский педагогический институт (сейчас — Луганский национальный университет).

## Научное наследие

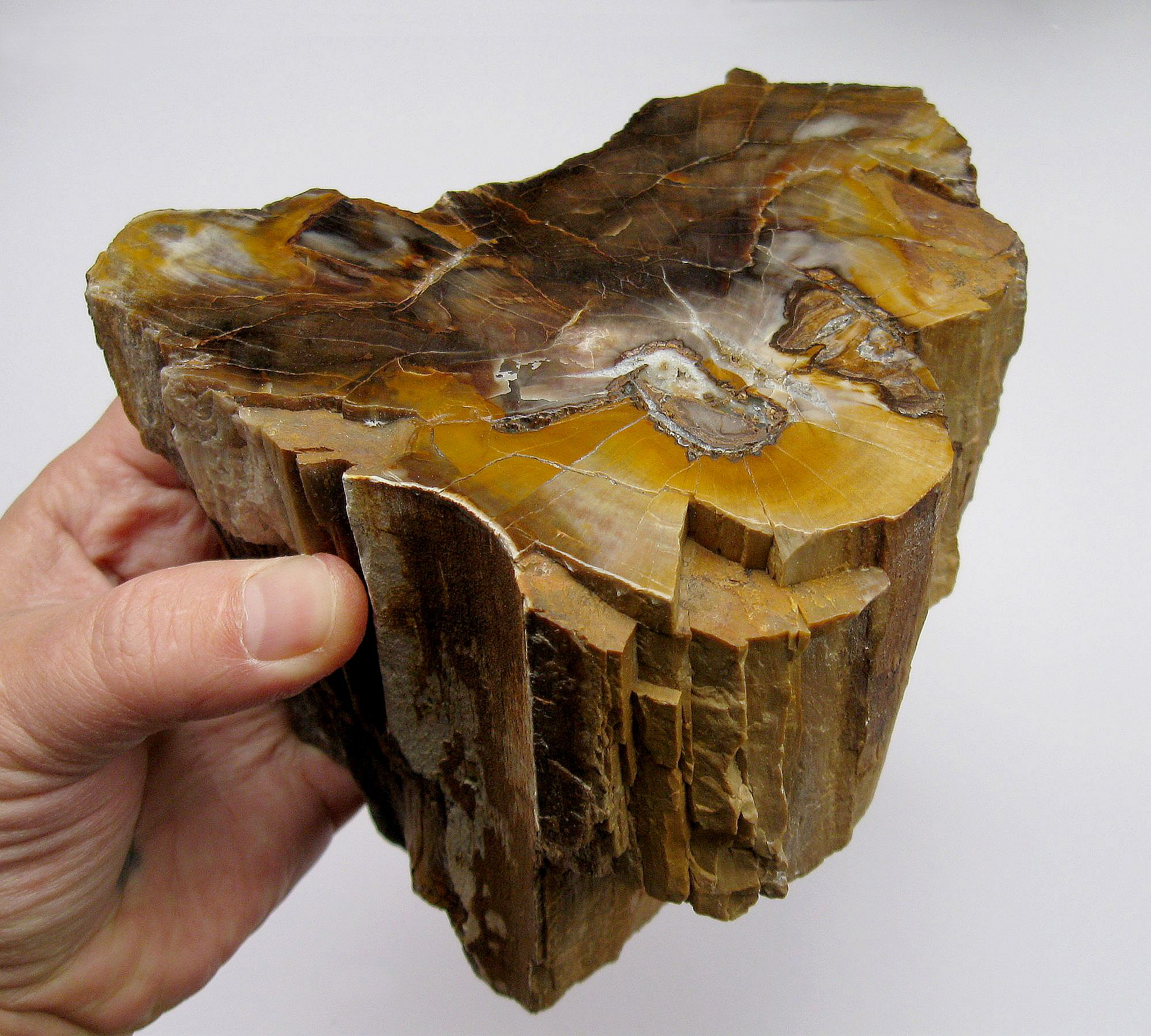
Фрагмент ствола дерева из верхне-карбоновых залежей Дружковки

В 1930-х годах стал первым исследователем окаменелых араукарий на территории Алексеево-Дружковки, чей возраст насчитывает 250 миллионов лет. Геологический памятник «Дружковские окаменевшие деревья» расположен на территории бывшего карьера к северу от посёлка (48°35′43″ с. ш. 37°36′44″ в. д., между Дружковкой и Константиновкой).
Разработал туристические маршруты Донбасса для школьников; автор статей о растительном и животном мире и народоведении Донетчины в республиканских и областных сборниках: «Краеведение в школе» — 1955, 1963, 1970; «Учитель географии в своей работе» — 1958, «Памятники природы Донетчины» — 1979, «Гул земли» — 1993. В течение своей краеведческой деятельности в газетах Донетчины напечатал до 20 книг, более 400 статей о родном крае.
Опыт его работы экспонировался на постоянной педагогической республиканской выставке в Киеве. Действительный член Географического общества СССР; отличник народного образования. Неоднократно получал приглашение преподавать в вузах, однако оставался на постоянном месте работы.
С 1955 в течение 15 лет — внештатный корреспондент НИИ педагогики УССР.
Одна из самых известных работ Николая Тимофеевича — «Топонимический словарь-справочник Украинской ССР» (К.: Советская школа, 1973) и переиздание 1998 года как «Топонимический словарь-справочник».
Один из учеников — Алексей Тихий (1927-1984). Николай Тимофеевич — соучредитель Благотворительного фонда памяти Алексея Тихого в Дружковке.

## Знаки отличия, награды
Получил почётное звание «Заслуженный краевед Донецкой области» с почётным номером 1. Награждён орденом «Знак Почёта», медалью «За доблестный труд в Великой Отечественной  войне 1941-1945 гг.», грамотами министерства образования.

## Научные и краеведческие труды
Николай Янко — автор более 20 научных книг и 400 статей:
- Топонімічний словник-довідник Української РСР. — К.: Радянська школа, 1973. — 180 с.
- Легенди Донеччини / Зібрав і упорядкував М. Янко. — Дружківка, 1995. — 120 с.
- Топонімічний словник України: Словник-довідник. — К.: Знання, 1998. — 432 с.
- Гомін землі: Загадки топоніміки: Для середнього та старшого шкільного віку. — К.: Веселка, 2000.т— 128 с.
- «Назви рослин України», «Фітоетимологічний словник»
- Топонімічний словник України, 2009. — электронная версия.

## Художественное творчество
Всю жизнь Николай Янко писал художественные произведения: стихи, басни, рассказы, повести, пьесы. Первые его публикации появились в 1946 году.